# Spinazzola
Spinazzola is een gemeente in de Italiaanse provincie Barletta-Andria-Trani (regio Apulië) en telt 7230 inwoners (31-12-2004). De oppervlakte bedraagt 182,7 km², de bevolkingsdichtheid is 40 inwoners per km².

## Demografie
Spinazzola telt ongeveer 2724 huishoudens. Het aantal inwoners daalde in de periode 1991-2001 met 5,8% volgens cijfers uit de tienjaarlijkse volkstellingen van ISTAT.
| Jaar | Inwoneraantal |
| ---- | ------------- |
| 1991 | 7817          |
| 2001 | 7362          |

## Geografie
Spinazzola grenst aan de volgende gemeenten: Andria, Banzi (PZ), Genzano di Lucania (PZ), Gravina in Puglia, Minervino Murge, Montemilone (PZ), Palazzo San Gervasio (PZ), Poggiorsini, Ruvo di Puglia, Venosa (PZ).

## Geboren
- Paus Innocentius XII (1615-1700), geboren als Antonio Pignatelli